# 6 Horas de Spa-Francorchamps
As 6 Horas de Spa-Francorchamps (anteriormente 1000 km de Spa-Francorchamps ) é uma corrida de resistência para carros desportivos realizada no Circuito de Spa-Francorchamps, na Bélgica.

## História
As 24 Horas de Spa foram introduzidas em 1924, e outras corridas se seguiram. Tal como em Nürburgring, realizada-se uma corrida de 24 horas para GTs, e uma corrida de resistência de menor duração para carros desportivos e GTs. A corrida de 24 horas contou para a edição inaugural do World Sportscar Championship em 1953, a última vez que a corrida seria realizada até 1964, e a última vez que foi para carros desportivos por várias décadas. No início de 1953, uma pequena corrida de carros desportivos, a Coupe de Spa, foi a primeira corrida realizada com a distância de 1000 km (agora 6 horas).  O primeiro Grande Prémio de Spa foi realizado em 1954,  e em 1963 juntou-se ao World Sportscar Championship e foi estendido para 500 quilómetros. A partir de 1966, o nome Spa Grand Prix deixou de ser usado,  e a corrida passou a ser disputada em 1000 km, seguindo os 1000 km de Nürburgring e os 1000 km de Monza . Devido a problemas de segurança no tradicional longo e muito rápido traçado de 14 km em estradas públicas, a corrida foi descontinuada após 1975.

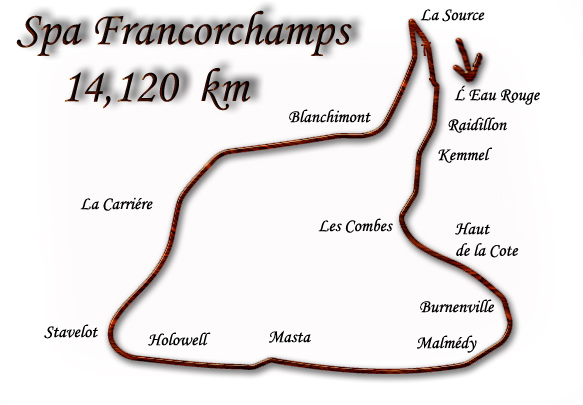
O Spa de 14 km usado por carros esportivos até 1975

A corrida de 1000 km foi retomada em 1982, depois da reformulação da pista que encurtada para 7 quilómetros, num circuito fechado, tornando-a mais segura. Em 1989 e 1990, a distância da corrida foi reduzida para 480 quilômetros. Devido ao declínio do WSC, os "1000km" foram descontinuados depois de 1990, antes mesmo do WSC ser descontinuado.
A corrida foi retomada em 1999, como parte da SportsRacing World Cup (antecessora do FIA Sportscar Championship ), com duração máxima de 2 horas e 30 minutos. Em 2003, a corrida de 1000 de km foi retomada como um evento conjunto da FIA SCC com o Campeonato Britânico de GT . Em 2004, fez parte da Le Mans Series (LMS) e, em 2011, também fez parte da Intercontinental Le Mans Cup . Desde 2012, a corrida faz parte do Campeonato Mundial de Endurance da FIA, embora no formato de seis horas.
Jacky Ickx detém atualmente o recorde de vitórias, tendo vencido a corrida por 5 vezes, em 1967, 1968, 1974, 1982 e 1983. Ele também é um dos dois pilotos a vencer os 1000 km nos circuitos original e atual, sendo o outro Derek Bell .

## Vencedores
| Ano                 | Pilotos                                               | Equipa                      | Carro                                   | Tempo               | Distância           | Campeonato                                                                                  |
| circuito de 14,1 km | circuito de 14,1 km                                   | circuito de 14,1 km         | circuito de 14,1 km                     | circuito de 14,1 km | circuito de 14,1 km | circuito de 14,1 km                                                                         |
| ------------------- | ----------------------------------------------------- | --------------------------- | --------------------------------------- | ------------------- | ------------------- | ------------------------------------------------------------------------------------------- |
| 1953                | Olivier Gendebien                                     |                             | Ferrari 166 MM                          |                     |                     | Sem campeonato                                                                              |
| 1954                | Hans Davids                                           | Hans Davids                 | Jaguar C-Type                           |                     | 169 km              | Sem campeonato                                                                              |
| 1955                | Paul Frère                                            | Aston Martin                | Aston Martin DB3S                       | 1:37:33.900         | 282 km              | Sem campeonato                                                                              |
| 1956                | Ninian Sanderson                                      | Ecurie Ecosse               | Jaguar D-Type                           | 0:57:34.800         | 169 km              | Sem campeonato                                                                              |
| 1957                | Tony Brooks                                           | Aston Martin                | Aston Martin DBR1                       | 1:15:56.000         | 211.8 km            | Sem campeonato                                                                              |
| 1958                | Masten Gregory                                        | Ecurie Ecosse               | Lister-Jaguar                           | 1:05:02.300         | 211.8 km            | Sem campeonato                                                                              |
| 1959                | Carel Godin de Beaufort                               | Ecurie Maarsbergen          | Porsche 718 RSK                         | 1:11:10.100         | 211.8 km            | Sem campeonato                                                                              |
| 1960                | Paul Frère                                            |                             | Porsche 718 RSK                         | 1:20:54.800         | 211.8 km            | Sem campeonato                                                                              |
| 1961                | Willy Mairesse                                        | Scuderia Ferrari            | Ferrari 250 GT SWB Berlinetta           | 1:05:33.800         | 211.8 km            | Sem campeonato                                                                              |
| 1962                | Edgar Berney                                          | Edgar Berney                | Ferrari 250 GT SWB Berlinetta           | 1:12:32.100         | 211.8 km            | Sem campeonato                                                                              |
| 1963                | Willy Mairesse                                        | Ecurie Nationale Belge      | Ferrari 250 GTO                         | 2:38:40:800         | 500 km              | International Championship for GT Manufacturers                                             |
| 1964                | Mike Parkes                                           | Maranello Concessionaires   | Ferrari 250 GTO                         | 2:32:05.200         | 500 km              | International Championship for GT Manufacturers                                             |
| 1965                | Willy Mairesse                                        | Ecurie Francorchamps        | Ferrari 250 LM                          | 2:29:45.700         | 500 km              | International Championship for GT Manufacturers International Trophy for GT Prototypes      |
| 1966                | Ludovico Scarfiotti Mike Parkes                       | SpA Ferrari SEFAC           | Ferrari 330 P3                          | 4:43:24.000         | 1000 km             | International Manufacturers' Championship International Sports Car Championship             |
| 1967                | Jacky Ickx Dick Thompson                              | J.W. Automotive Engineering | Mirage M1-Ford                          | 5:09:46.500         | 1000 km             | International Championship for Sports-Prototypes International Championship for Sports Cars |
| 1968                | Jacky Ickx Brian Redman                               | J.W. Automotive Engineering | Ford GT40 Mk.I                          | 5:05:19:300         | 1000 km             | International Championship for Makes International Cup for GT Cars                          |
| 1969                | Jo Siffert Brian Redman                               | Porsche System Engineering  | Porsche 908LH                           | 4:24:19.600         | 1000 km             | International Championship for Makes International Cup for GT Cars                          |
| 1970                | Jo Siffert Brian Redman                               | J.W. Automotive Engineering | Porsche 917K                            | 4:09:47.800         | 1000 km             | International Championship for Makes International Cup for GT Cars                          |
| 1971                | Pedro Rodríguez Jackie Oliver                         | J.W. Automotive Engineering | Porsche 917K                            | 4:01:09.700         | 1000 km             | International Championship for Makes International Cup for GT Cars                          |
| 1972                | Arturo Merzario Brian Redman                          | SpA Ferrari SEFAC           | Ferrari 312 PB                          | 4:17:19.100         | 1000 km             | World Championship for Makes International Grand Touring Trophy                             |
| 1973                | Derek Bell Mike Hailwood                              | Gulf Research               | Mirage M6-Ford                          | 4:05:43.500         | 1000 km             | World Championship for Makes International Grand Touring Trophy                             |
| 1974                | Jacky Ickx Jean-Pierre Jarier                         | Equipe Gitanes              | Matra-Simca MS670C                      | 4:12:15.600         | 1000 km             | World Championship for Makes FIA Cup for GT Cars                                            |
| 1975                | Henri Pescarolo Derek Bell                            | Willi Kauhsen Racing Team   | Alfa Romeo 33TT12                       | 3:32:58.400         | 750 km1             | World Championship for Makes FIA Cup for GT Cars FIA Cup for 2-Litre Cars                   |
| 1976 a 1981         | Não disputada                                         | Não disputada               | Não disputada                           | Não disputada       | Não disputada       | Não disputada                                                                               |
| circuito de 7,0 km  |                                                       |                             |                                         |                     |                     |                                                                                             |
| 1982                | Jacky Ickx Jochen Mass                                | Rothmans Porsche            | Porsche 956                             | 6:06:04.140         | 1000 km             | World Endurance Championship                                                                |
| 1983                | Jacky Ickx Jochen Mass                                | Rothmans Porsche            | Porsche 956                             | 5:44:33.520         | 1000 km             | World Endurance Championship European Endurance Championship                                |
| 1984                | Stefan Bellof Derek Bell                              | Rothmans Porsche            | Porsche 956B                            | 5:53:17.190         | 1000 km             | World Endurance Championship                                                                |
| 1985                | Bob Wollek Mauro Baldi                                | Martini Racing              | Lancia LC2                              | 5:00:23.420         | 848 km2             | World Endurance Championship                                                                |
| 1986                | Thierry Boutsen Frank Jelinski                        | Brun Motorsport             | Porsche 962C                            | 5:35:54.540         | 1000 km             | World Sports Prototype Championship                                                         |
| 1987                | Raul Boesel Martin Brundle Johnny Dumfries            | Silk Cut Jaguar             | Jaguar XJR-8                            | 6:00:16.180         | 1000 km             | World Sports Prototype Championship                                                         |
| 1988                | Mauro Baldi Stefan Johansson                          | Team Sauber Mercedes        | Sauber C9-Mercedes                      | 6:01:34.230         | 1000 km             | World Sports Prototype Championship                                                         |
| 1989                | Mauro Baldi Kenny Acheson                             | Team Sauber Mercedes        | Sauber C9-Mercedes                      | 2:39:16.453         | 480 km              | World Sports Prototype Championship                                                         |
| 1990                | Jochen Mass Karl Wendlinger                           | Team Sauber Mercedes        | Mercedes-Benz C11                       | 2:42:54.880         | 480 km              | World Sports Prototype Championship                                                         |
| 1991 a 1998         | Não disputada                                         | Não disputada               | Não disputada                           | Não disputada       | Não disputada       | Não disputada                                                                               |
| 1999                | Laurent Rédon Mauro Baldi                             | JB Giesse Team Ferrari      | Ferrari 333 SP                          | 2:30:24.347         | 452.920 km          | SportsRacing World Cup                                                                      |
| 2000                | Filippo Francioni Salvatore Ronca                     | Lucchini Engineering        | Lucchini SR2000-Alfa Romeo              | 2:31:17.377         | 355.368 km          | SportsRacing World Cup                                                                      |
| 2001                | Marco Zadra Jean-Marc Gounon                          | BMS Scuderia Italia         | Ferrari 333 SP                          | 2:31:27.898         | 445.952 km          | FIA Sportscar Championship                                                                  |
| 2002                | Sébastien Bourdais Jean-Christophe Boullion           | Pescarolo Sport             | Courage C60 EVO-Peugeot                 | 2:03:16.0893        | 376.272 km          | FIA Sportscar Championship                                                                  |
| 2003                | Tom Kristensen Seiji Ara                              | Audi Sport Japan            | Audi R8                                 | 5:47:50.209         | 1000 km             | FIA Sportscar Championship British GT Championship                                          |
| 2004                | Johnny Herbert Jamie Davies                           | Audi Sport UK Veloqx        | Audi R8                                 | 5:58:55.262         | 1000 km             | Le Mans Endurance Series                                                                    |
| 2005                | John Nielsen Casper Elgaard Hayanari Shimoda          | Zytek Motorsport            | Zytek 04S                               | 6:00:48.389         | 1000 km             | Le Mans Endurance Series                                                                    |
| 2006                | Emmanuel Collard Jean-Christophe Boullion             | Pescarolo Sport             | Pescarolo C60-Judd                      | 6:01:06.782         | 1000 km             | Le Mans Series                                                                              |
| 2007                | Stéphane Sarrazin Pedro Lamy                          | Team Peugeot Total          | Peugeot 908 HDi FAP (Diesel)            | 5:47:47.313         | 1000 km             | Le Mans Series                                                                              |
| 2008                | Jacques Villeneuve Nicolas Minassian Marc Gené        | Team Peugeot Total          | Peugeot 908 HDi FAP (Diesel)            | 5:17:48.566         | 1000 km             | Le Mans Series                                                                              |
| 2009                | Nicolas Minassian Simon Pagenaud Christian Klien      | Team Peugeot Total          | Peugeot 908 HDi FAP (Diesel)            | 5:45:35.429         | 1000 km             | Le Mans Series                                                                              |
| 2010                | Sébastien Bourdais Simon Pagenaud Pedro Lamy          | Team Peugeot Total          | Peugeot 908 HDi FAP (Diesel)            | 6:00:39.012         | 975 km4             | Le Mans Series                                                                              |
| 2011                | Alexander Wurz Anthony Davidson Marc Gené             | Team Peugeot Total          | Peugeot 908 (Diesel)                    | 6:02:03.799         | 1127.633 km         | Le Mans Series Intercontinental Le Mans Cup                                                 |
| 2012                | Romain Dumas Loïc Duval Marc Gené                     | Audi Sport Team Joest       | Audi R18 ultra (Diesel)                 | 6:00:22.708         | 1120.62 km          | FIA World Endurance Championship                                                            |
| 2013                | Benoît Tréluyer André Lotterer Marcel Fässler         | Audi Sport Team Joest       | Audi R18 e-tron quattro (Diesel hybrid) | 6:00:55.971         | 1176.67 km          | FIA World Endurance Championship                                                            |
| 2014                | Nicolas Lapierre Sébastien Buemi Anthony Davidson     | Toyota Racing               | Toyota TS040 Hybrid                     | 6:01:31.675         | 1197.68 km          | FIA World Endurance Championship                                                            |
| 2015                | Benoît Tréluyer André Lotterer Marcel Fässler         | Audi Sport Team Joest       | Audi R18 e-tron quattro (Diesel hybrid) | 6:01:08.896         | 1232.704 km 6       | FIA World Endurance Championship                                                            |
| 2016                | Loïc Duval Oliver Jarvis Lucas di Grassi              | Audi Sport Team Joest       | Audi R18 e-tron quattro (Diesel hybrid) | 6:00:32.112         | 1120.640 km         | FIA World Endurance Championship                                                            |
| 2017                | Sébastien Buemi Kazuki Nakajima Anthony Davidson      | Toyota Gazoo Racing         | Toyota TS050 Hybrid                     | 6:00:11.490         | 1211.692 km         | FIA World Endurance Championship                                                            |
| 2018                | Fernando Alonso Sébastien Buemi Kazuki Nakajima       | Toyota Gazoo Racing         | Toyota TS050 Hybrid                     | 6:00:50.702         | 1141.652 km         | FIA World Endurance Championship                                                            |
| 2019                | Fernando Alonso Sébastien Buemi Kazuki Nakajima       | Toyota Gazoo Racing         | Toyota TS050 Hybrid                     | 5:44:41.101 5       | 931.532 km          | FIA World Endurance Championship                                                            |
| 2020                | Mike Conway Kamui Kobayashi José María López          | Toyota Gazoo Racing         | Toyota TS050 Hybrid                     | 6:00:02.534         | 1001.572 km         | FIA World Endurance Championship                                                            |
| 2021                | Sébastien Buemi Brendon Hartley Kazuki Nakajima       | Toyota Gazoo Racing         | Toyota GR010 Hybrid                     | 6:00:17.733         | 1134.648 km         | FIA World Endurance Championship                                                            |
| 2022                | José María López Mike Conway Kamui Kobayashi          | Toyota Gazoo Racing         | Toyota GR010 Hybrid                     | 6:00:31.052         | 721.412 km          | FIA World Endurance Championship                                                            |
| 2023                | José María López Mike Conway Kamui Kobayashi          | Toyota Gazoo Racing         | Toyota GR010 Hybrid                     | 6:00:24.798         | 1036.455 km         | FIA World Endurance Championship                                                            |
| 2024                | Callum Ilott Will Stevens                             | Hertz Team Jota             | Porsche 963                             | 5:57:31.542         | 987.428 km          | FIA World Endurance Championship                                                            |
| 2025                | James Calado Antonio Giovinazzi Alessandro Pier Guidi | Ferrari AF Corse            | Ferrari 499P                            | 6:01:07.299         | 1050.478 km         | FIA World Endurance Championship                                                            |

↑1  A corrida de 1975 esta originalmente marcada como evento de 1000 km, mas foi encurtada para 750 km no dia da corrida devido a uma tempestade que se aproximava.
↑2  A corrida de 1985 esta originalmente marcada como evento de 1000 km mas foi encurtada para cinco horas (848 km) após um período de 40 minutos de bandeiras amarelas devido a uma colisão entre o Porsche 956 Brun Motorsport de Bellof/Boutsen  com o Porsche 962 Rothmans de Ickx/Jochen Mass em Eau Rouge. Bellof viria a ser declarado morto 10 minutos mais tarde no hospital e os comissários decidiram então terminar a corrida.  O relógio marcava cinco horas de prova, após 122 das 145 voltas previstas.
↑3  A corrida de 2002 foi interrompida devido à forte chuva.
↑4  A corrida de 2010 foi interrompida durante 40 minutos com bandeira vermelha quando estavam decorridas duas horas de corrida devido à falha de energia no circuito, que desativou os sistemas de rádio, telemetria e posição. A corrida cumpriu aproximadamente 975 km quando se atingiu o limite de 6 horas de corrida.
↑5  A corrida de 2019 foi terminada 14 minutos mais cedo devido à queda de neve.
↑6  Recorde de distância de corrida.

### Estatísticas

#### Vitórias por construtor
| Class | Construtor    | Vitórias | Anos                                         |
| ----- | ------------- | -------- | -------------------------------------------- |
| 1     | Ferrari       | 11       | 1953, 1961–1966, 1972, 1999, 2001, 2025      |
| 2     | Porsche       | 10       | 1959, 1960, 1969–1971, 1982–1984, 1986, 2024 |
| 3     | Toyota        | 8        | 2014, 2017–2023                              |
| 4     | Audi          | 6        | 2003, 2004, 2012, 2013, 2015, 2016           |
| 5     | Peugeot       | 5        | 2007-2011                                    |
| 6     | Jaguar        | 3        | 1954, 1956, 1987                             |
| 7     | Aston Martin  | 2        | 1955, 1957                                   |
| 7     | Mirage        | 2        | 1967, 1973                                   |
| 7     | Sauber        | 2        | 1988, 1989                                   |
| 7     | Courage       | 2        | 2002, 2006                                   |
| 11    | Lister        | 1        | 1958                                         |
| 11    | Ford          | 1        | 1968                                         |
| 11    | Matra         | 1        | 1974                                         |
| 11    | Alfa Romeo    | 1        | 1975                                         |
| 11    | Lancia        | 1        | 1985                                         |
| 11    | Mercedes-Benz | 1        | 1990                                         |
| 11    | Lucchini      | 1        | 2000                                         |
| 11    | Reynard       | 1        | 2005                                         |

#### Vitórias do fabricante do motor
| Class | Fabricante    | Vitórias | Anos                                          |
| ----- | ------------- | -------- | --------------------------------------------- |
| 1     | Ferrari       | 12       | 1953, 1961–1966, 1972, 1985, 1999, 2001, 2025 |
| 2     | Porsche       | 10       | 1959, 1960, 1969-1971, 1982-1984, 1986, 2024  |
| 3     | Toyota        | 8        | 2014, 2017–2023                               |
| 4     | Peugeot       | 6        | 2002, 2007–2011                               |
| 4     | Audi          | 6        | 2003, 2004, 2012, 2013, 2015, 2016            |
| 6     | Jaguar        | 4        | 1954, 1956, 1958, 1987                        |
| 7     | Vau           | 3        | 1967, 1968, 1973                              |
| 7     | Mercedes-Benz | 3        | 1988-1990                                     |
| 9     | Aston Martin  | 2        | 1955, 1957                                    |
| 9     | Alfa Romeo    | 2        | 1975, 2000                                    |
| 11    | Matra         | 1        | 1974                                          |
| 11    | Gibson        | 1        | 2005                                          |
| 11    | Juízo         | 1        | 2006                                          |

#### Pilotos com múltiplas vitórias
| Class | Piloto                   | Vitórias | Anos                         |
| ----- | ------------------------ | -------- | ---------------------------- |
| 1     | Jacky Ickx               | 5        | 1967, 1968, 1974, 1982, 1983 |
| 1     | Sébastien Buemi          | 5        | 2014, 2017-2019, 2021        |
| 3     | Brian Redman             | 4        | 1968–1970, 1972              |
| 3     | Mauro Baldi              | 4        | 1985, 1988, 1989, 1999       |
| 3     | Kazuki Nakajima          | 4        | 2017-2019, 2021              |
| 6     | Willy Mairesse           | 3        | 1961, 1963, 1965             |
| 6     | Derek Bell               | 3        | 1973, 1975, 1984             |
| 6     | Jochen Mass              | 3        | 1982, 1983, 1990             |
| 6     | Marc Gené                | 3        | 2008, 2011, 2012             |
| 6     | Anthony Davidson         | 3        | 2011, 2014, 2017             |
| 6     | Mike Conway              | 3        | 2020, 2022, 2023             |
| 6     | Kamui Kobayashi          | 3        | 2020, 2022, 2023             |
| 6     | José María López         | 3        | 2020, 2022, 2023             |
| 14    | Paul Frère               | 2        | 1955, 1960                   |
| 14    | Mike Parkes              | 2        | 1955, 1960                   |
| 14    | Jo Siffert               | 2        | 1969, 1970                   |
| 14    | Jean-Christophe Boullion | 2        | 2002, 2006                   |
| 14    | Sébastien Bourdais       | 2        | 2002, 2010                   |
| 14    | Pedro Lamy               | 2        | 2007, 2010                   |
| 14    | Nicolas Minassian        | 2        | 2008, 2009                   |
| 14    | Simon Pagenaud           | 2        | 2009, 2010                   |
| 14    | Loïc Duval               | 2        | 2012, 2016                   |
| 14    | Benoît Tréluyer          | 2        | 2013, 2015                   |
| 14    | André Lotterer           | 2        | 2013, 2015                   |
| 14    | Marcel Fässler           | 2        | 2013, 2015                   |
| 14    | Fernando Alonso          | 2        | 2018, 2019                   |